# Herbert Kraus (Ökonom)
Herbert Kraus (* 19. Jänner 1937 in Wien; † 22. Februar 2018 in Graz) war ein österreichischer Wirtschaftswissenschaftler und langjähriger Ordinarius für Betriebswirtschaftslehre (BWL) an der Universität Graz.

## Leben und Karriere
Herbert Kraus wurde am 19. Jänner 1937 in Wien geboren und begann hier im Jahre 1956 ein Studium an der damaligen Hochschule für Welthandel, wo er im Jahre 1959 als Diplom-Kaufmann graduierte. In weiterer Folge promovierte er 1961 zum Dr. rer. comm., ehe im Jahre 1966 die Habilitation für Betriebswirtschaftslehre in Wien erfolgte. Zwei Jahre später wurde er als ordentlicher Professor für Betriebswirtschaftslehre an die Universität Graz berufen und war als solcher bis zu seiner Emeritierung im Jahre 2005 tätig. Von 1973 bis 1974 wirkte er zudem als Dekan der Rechts- und Staatswissenschaftlichen Fakultät der Universität Graz. Parallel zu seiner Hochschullaufbahn hatte Kraus diverse andere Funktionen im öffentlichen Leben inne. So war er unter anderem zwischen 1975 und 1995 Mitbegründer und Leiter der Verwaltungsakademien in der Steiermark, in Tirol und in Salzburg. Des Weiteren war er im Jahre 1979 Mitbegründer und zehnjähriger Gastgeber – davon drei Jahre als Vorsitzender – der Wissenschaftlichen Kommission Öffentliche Unternehmen und Verwaltungen im Verband der Hochschullehrer für Betriebswirtschaft e.V.
Während seiner Wirkungszeit erfolgte die wissenschaftliche Grundlage für die Wahrnehmung von Managementfunktionen in öffentlichen Institutionen. Außerdem wurden wegweisende Arbeiten für die Reform des öffentlichen Rechnungswesen verfasst, an denen sich die nach 2000 wirksamen Haushaltsreformen in Österreich, Deutschland und der Schweiz orientierten. Weiters gehörte Kraus verschiedenen Unternehmungen und Gesellschaften als Vorsitzender oder Beirat an. So war er ab 1980 Mitglied des Beirates der Schmalenbach-Gesellschaft für Betriebswirtschaft oder ab 1990 Vorsitzender des Wirtschaftswissenschaftlichen Beirats im Bundesministerium für Landesverteidigung. Im Jahre 1999 übernahm er die Geschäftsführung der Austrian Notes User Group, kurz ANUG, und war ab dem Jahre 2003 als Vortragender an der Verwaltungsakademie der Stadt Wien tätig. Maßgeblichen Anteil hatte Kraus an der Gründung des Instituts für Organisation und betriebliche Datenverarbeitung Anfang der 1970er Jahre. In der Anfangszeit waren dabei unter anderem Reinbert Schauer, Werner Benedicic und Heinz Uray seine Assistenten. In dieser Zeit entstand, bezugnehmend auf die Nachnamen der vier Herren, auch ein lange Jahre bekannter Dialog:

„Fragt ein Student einen anderen: „Wie is’ es den am neuen Org Institut?““

„Antwort: „Nix bene, nur krauslich und schauerlich, gelegentlich aber ur(a)yg!““

In diesem Institut brachte Kraus Betriebswirte mit Informationstechnologie zusammen. Einer Technologie, die bis zu diesem Zeitpunkt vor allem Technikern vorbehalten war. Als langjähriger Leiter des Universitätsrechenzentrums erkannte er bereits früh die Bedeutung des Personal Computings und der individuellen Datenverarbeitung. Wie Fotos aus den frühen 1970er Jahren zeigen, führte er unter anderem mit Führungskräften der Steiermärkischen Sparkasse im Rechnungszentrum der Puch-Werke in Graz das Unternehmensplanspiel TOPIC durch. Bereits vor dem Fall des Eisernen Vorhangs hatte Kraus in den 1980er Jahren engste Kontakte zu Universitäten in der Sowjetunion aufgebaut und umfassende Austauschprogramme ermöglicht. In den Jahren 1991 und 1992 erhielt er aufgrund dieser Kontakte und seines Wirkens von der Polytechnische Peter-der-Große-Universität Sankt Petersburg und von der Nationale Polytechnische Forschungsuniversität Perm jeweils einen Ehrendoktortitel verliehen. In den frühen 1990er Jahren entwickelte er unter anderem den sogenannten Electronic Meeting Room, basierend auf dem Elektronischen Meetingsystem.
Während seiner jahrzehntelangen Tätigkeit an der Grazer Universität promovierte und habilitierte er zahlreiche Wissenschaftler. Neben dem bereits genannten Reinbert Schauer (1978) habilitierte er auch noch Norbert Kailer (1988), Otto Petrovic (1993), Otto Krickl (1995) oder Josef Scheff. Zudem war Kraus Autor und Herausgeber zahlreicher Bücher und steuerte Beiträge in Zeitschriften bei. Außerdem gab er unzählige Seminare und war bei zahlreichen Symposien zugegen. So galt Kraus als hochgeschätzter Berater und Vortragender. Zeitlebens wurden ihm diverse Ehrungen und Auszeichnungen zuteil. Im Jahre 1967 wurde ihm mitunter der Kardinal-Innitzer-Preis verliehen. Kurz nach seinen beiden Ehrendoktoraten wurde Kraus im Jahre 1993 das Große Ehrenzeichen für die Verdienste um das Land Steiermark verliehen. 1998 erfolgte die Verleihung der großen goldenen Schulze-Delitzsch-Medaille des Österreichischen Genossenschaftsverbandes; 2003 erhielt Kraus das Ehrenkreuz für Wissenschaft und Kunst I. Klasse.
Am 22. Februar 2018 starb Kraus 81-jährig in Graz und wurde am 9. März 2018 in Graz feuerbestattet.